# Tutaibo sam
Espèce
Tutaibo sam est une espèce d'araignées aranéomorphes de la famille des Linyphiidae.

## Distribution
Cette espèce est endémique du départements de Cerro Largo en Uruguay,. Elle se rencontre vers le Paisaje protegido Paso Centurión y Sierra de Ríos.

## Description
Le mâle holotype mesure 1,80 mm et la femelle paratype 2,25 mm, les mâles mesurent de 1,80 à 1,88 mm et les femelles de 1,99 à 2,25 mm.

## Systématique et taxinomie
Cette espèce a été décrite par Cajade en 2024.

## Publication originale
- Cajade, Rodrigues, Hagopián, Laborda & Simó, 2024 : « The spider genus Tutaibo (Araneae, Linyphiidae) in Uruguay: two new species and new records. » Zootaxa, no 5537(2), p. 195-201.